# Паляниця
Паляни́ця — різновид українського хліба; плеската хлібина переважно з пшеничного борошна, на якій робиться горизонтальний надріз тіста перед випіканням, який утворює скоринку-козир зверху хлібини.

## Етимологія
Українська назва походить від «пали́ти», оскільки при випіканні такого хліба утворюється суха, іноді пригоріла скоринка. У росіян у XIX ст. ще фіксувалися подібні назви: «пєляніца» (рос. пеляница), «палєніца» (рос. паленица), «пєлєніца» (рос. пеленица).
Агатангел Кримський вважав, що слово «паляниця» походить від грецького «пеланос» (дав.-гр. Πελανος, дос. «плаский пиріг»).

## Рецепт
Традиційна паляниця пеклася з учиненого тіста. Спершу в горщику варився хміль, який потім виливали в макітру, куди додавали просіяного пшеничного борошна. Утворене тісто замішували, накривали макітру та лишали охолонути. В охолоджене тісто додавали дріжджів або кислого тіста та ставили на ніч у нерозпалену піч. Зранку тісто, що вже підійшло, замішували пшеничним борошном, додавали теплої води та солі. Потім тісто місили в ночвах, поки воно не перестане липнути до рук. Після цього тісто ділили на шматки, які потім розкочували на столі. Отримана хлібина клалася в піч на дерев'яній лопаті, посипаній борошном, або розпареному капустяному листку. Наостанок на хлібині робили надріз, щоб вона більше зростала при випіканні.
За ГОСТ 12793-77 у пекарнях СРСР вироблялася стандартизована «паляниця українська», випечена в формах. Мала масу 0,75–1 кг, боковий надріз на 3/4 кола з піднятим козирком. За стандартом, це не здобний хліб з щільним пористим м'якушем і хрусткою скоринкою.
Сучасний типовий рецепт передбачає приготувати опару зі 150 г борошна з дріжджами, 100 мл води, яка замішується в мисці. Потім миску слід накрити кришкою і залишити до ранку в теплому місці. Вранці потрібно змішати воду, що залишилася, молоко, цукор, сіль, олію та додати опару. Все перемішати і поступово, додаючи борошно, вимісити тісто, щоб воно стало еластичним. Далі сформувати кульку, покласти в миску, накрити харчовою плівкою і поставити на 3 години підходити. Потім викласти на деко, присипати борошном сформовану кульку і дати ще протягом години підійти. Після цього зробити вздовж паляниці надріз і поставити в духовку, нагріту до 190º С випікатися на 45 хвилин. Готову паляницю загорнути в рушник і залишити на годину.
Варіанти сучасних рецептів допускають додавання кефіру, цукру, соди, оцту (для гашення соди), спецій. Сучасна паляниця може пектися в сковорідці.

## Символізм

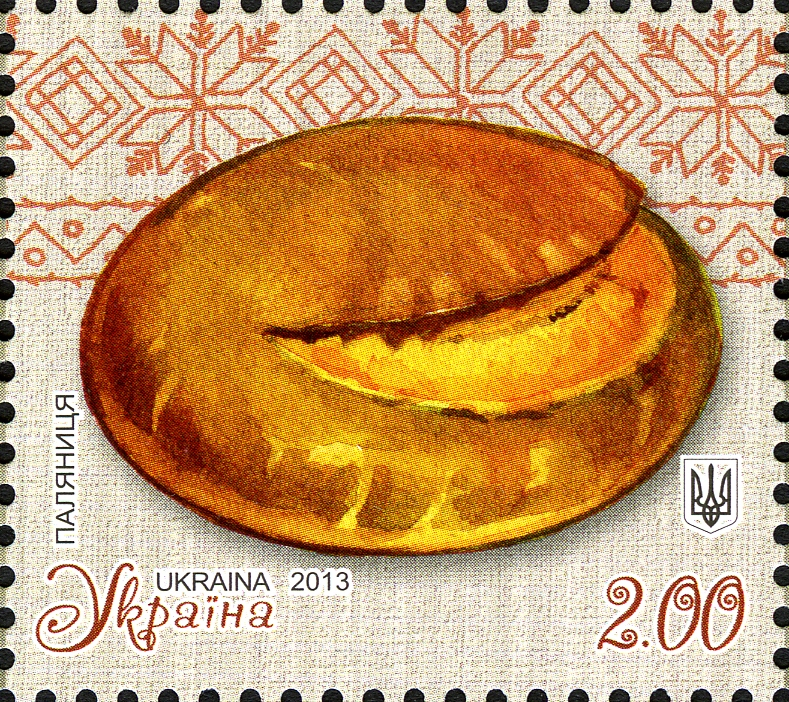
Паляниця на українській марці 2013 р.

Паляниця, як і хліб узагалі, символізує щастя і благополуччя госпо́ди, тіло Боже, прихильність, гостинність і безпеку. Паляниця також може трактуватися як символ сонця.
За народним віруванням, не можна доїдати шматок паляниці після іншої людини, щоб не забрати її щастя. Заборонялося лишати шматок недоїденим; їсти хліб за спиною іншої людини, щоб не «з'їсти» її силу.

## Слово для перевірки
Слово «паляниця» використовують як шиболет в українській мові для виявлення людей, для яких українська мова не є рідною. Росіяни вимовляють «паляниця» з м'яким звуком «і» замість «и», а «ц» вимовляють твердо або іноді замінюють на «тс», тому під час російського вторгнення в Україну 2022 року слово стало одним з тих, що пропонується використовувати для виявлення диверсійно-розвідувальних груп ворога.

## Назви на честь паляниці
Назву «Паляниця» отримав сорт пшениці, зареєстрований в Україні у 2008 році.
Можливість за допомогою слова «паляниця» розрізняти союзників посприяла тому, що назву «Паляниця» отримали заклади, медійні платформи для допомоги постраждалим від війни.
21 квітня 2022 року в межах Венеційської бієнале (у галереї Galleria Continua) українська художниця Жанна Кадирова представила проєкт «Паляниця» (Palianytsia). Це серія об’єктів, зроблених з річкового каміння, у формі паляниці.